# BAFTA-díj a legjobb női főszereplőnek
A  legjobb női főszereplőnek járó BAFTA-díjat 1953 óta osztják ki, a díjazottat a világ összes nemzetének színésznői közül választják.
1952 és 1967 között kétféle díjat adtak át ebben a kategóriában: az év legjobb brit színésznője és az év legjobb külföldi színésznője. 1968-tól a két kategóriát összevonták és ekkor lett a díj elnevezése BAFTA-díj a legjobb színésznőnek. 1985-től BAFTA-díj a legjobb női főszereplőnek-re változtatták az elnevezését.
A legtöbb, összesen négy díjat Maggie Smith vehette át a kategóriában. Meryl Streepet tizenkét alkalommal jelölték a díjra.

## Győztesek és jelöltek
Győztes színésznő
Megjegyzés: Az "Év" oszlop a kapcsolódó film bemutatásának évét jelzi, a tényleges díjátadó ceremóniát a következő évben rendezték meg.
1967-ig külön díjazták a brit és a külföldi színésznőket.

### Legjobb brit színésznő

#### 1952–1959
| Év                | Színésznő          | Színésznő                          | Szerep                    | Magyar cím                   | Eredeti cím             |
| 1952 6. gála      |                    |                                    |                           |                              |                         |
| ----------------- | ------------------ | ---------------------------------- | ------------------------- | ---------------------------- | ----------------------- |
| 1952 6. gála      |                    | Vivien Leigh                       | Blanche DuBois            | A vágy villamosa             | The Streetcar of Desire |
| 1952 6. gála      | Phyllis Calvert    | Christine Garland                  |                           | Mandy                        |                         |
| 1952 6. gála      | Celia Johnson      | Matty Matheson                     |                           | I Believe In You             |                         |
| 1952 6. gála      | Ann Todd           | Susan Garthwaite                   |                           | The Sound Barrier            |                         |
| 1953 7. gála      |                    |                                    |                           |                              |                         |
|                   | Audrey Hepburn     | Ann hercegnő                       | Római vakáció             | Roman Holiday                |                         |
| Celia Johnson     | Maud               | A kapitány paradicsoma             | The Captain's Paradise    |                              |                         |
| 1954 8. gála      |                    |                                    |                           |                              |                         |
|                   | Yvonne Mitchell    | Sonja                              | Megosztott szív           | The Divided Heart            |                         |
| Brenda de Banzie  | Maggie Hobson      | Hobson lányai                      | Hobson's Choice           |                              |                         |
| Audrey Hepburn    | Sabrina Fairchild  | Sabrina                            | Sabrina                   |                              |                         |
| Margaret Leighton | Valerie Carrington | A háborús hős                      | Court Martial             |                              |                         |
| Noelle Middleton  | Alison L. Graham   | A háborús hős                      | Court Martial             |                              |                         |
| 1955 9. gála      |                    |                                    |                           |                              |                         |
|                   | Katie Johnson      | Louisa Wilberforce                 | Betörő az albérlőm        | The Ladykillers              |                         |
| Margaret Johnson  | Helen Fletcher     |                                    | Touch and Go              |                              |                         |
| Deborah Kerr      | Sarah Miles        |                                    | The End of the Affair     |                              |                         |
| Margaret Lockwood | Freda Jefferies    |                                    | Cast a Dark Shadow        |                              |                         |
| 1956 10. gála     |                    |                                    |                           |                              |                         |
|                   | Virginia McKenna   | Jean Paget                         |                           | A Town Like Alice            |                         |
| Dorothy Alison    | Brace nővér        |                                    | Reach for the Sky         |                              |                         |
| Audrey Hepburn    | Natasa Rosztova    | Háború és béke                     | War and Piece             |                              |                         |
| 1957 11. gála     |                    |                                    |                           |                              |                         |
|                   | Heather Sears      | Esther Costello                    |                           | The Story of Esther Costello |                         |
| Deborah Kerr      | Laura Reynolds     | Tea és vonzalom                    | Tea and Sympathy          |                              |                         |
| Sylvia Syms       | Georgie Harlow     |                                    | Woman in a Dressing Gown  |                              |                         |
| 1958 12. gála     |                    |                                    |                           |                              |                         |
|                   | Irene Worth        | Léonie                             |                           | Orders to Kill               |                         |
| Hermione Baddeley | Elspeth            | Hely a tetőn                       | Room at the Top           |                              |                         |
| Karuna Banerjee   | Sarbajaya Roy      | A legyőzhetetlen                   | Aparajito                 |                              |                         |
| Virginia McKenna  | Violette Szabo     |                                    | Carve Her Name with Pride |                              |                         |
| 1959 13. gála     |                    |                                    |                           |                              |                         |
|                   | Audrey Hepburn     | Luke nővér (Gabrielle van der Mal) | Egy apáca története       | The Nun's Story              |                         |
| Peggy Ashcroft    | Mathilde nővér     | Egy apáca története                | The Nun's Story           |                              |                         |
| Wendy Hiller      | Pat Cooper         | Külön asztalok                     | Separate Tables           |                              |                         |
| Yvonne Mitchell   | Mildred            | A gyűlölet áldozata                | Sapphire                  |                              |                         |
| Sylvia Syms       | Hetty              |                                    | No Trees in the Street    |                              |                         |
| Kay Walsh         | Miss. Coker        | Lópofa                             | The Horse's Mouth         |                              |                         |

#### 1960–1967
| Év               | Színésznő                | Színésznő               | Szerep                                | Magyar cím                     | Eredeti cím                       |
| 1960 14. gála    |                          |                         |                                       |                                |                                   |
| ---------------- | ------------------------ | ----------------------- | ------------------------------------- | ------------------------------ | --------------------------------- |
| 1960 14. gála    |                          | Rachel Roberts          | Brenda                                | Szombat este, vasárnap reggel  | Saturday Night and Sunday Morning |
| 1960 14. gála    | Wendy Hiller             | Gertrude Morel          |                                       | Sons and Lovers                |                                   |
| 1960 14. gála    | Hayley Mills             | Pollyanna               | Pollyanna                             | Pollyanna                      |                                   |
| 1961 15. gála    |                          |                         |                                       |                                |                                   |
|                  | Dora Bryan               | Helen                   | Egy csepp méz                         | A Taste of Honey               |                                   |
| Deborah Kerr     | Ida Carmody              | Csavargók               | The Sundowners                        |                                |                                   |
| Hayley Mills     | Kathy Bostock            | Fütyüld le a szelet     | Whistle Down The Wind                 |                                |                                   |
| 1962 16. gála    |                          |                         |                                       |                                |                                   |
|                  | Leslie Caron             | Jane Fosset             | Kiadó szoba                           | The L-Shaped Room              |                                   |
| Virginia Maskell | Virginia Chown           | Vadul vagy engedékenyen | The Wild and the Willing              |                                |                                   |
| Janet Munro      | Pat Harris               |                         | Life for Ruth                         |                                |                                   |
| 1963 17. gála    |                          |                         |                                       |                                |                                   |
|                  | Rachel Roberts           | Margaret Hammond        | Egy ember ára                         | This Sporting Life             |                                   |
| Julie Christie   | Liz                      | A hazudós Billy         | Billy Liar                            |                                |                                   |
| Edith Evans      | Miss Western             | Tom Jones               | Tom Jones                             |                                |                                   |
| Sarah Miles      | Vera                     | A szolga                | The Servant                           |                                |                                   |
| Barbara Windsor  | Maggie Gooding           |                         | Sparrows Can't Sing                   |                                |                                   |
| 1964 18. gála    |                          |                         |                                       |                                |                                   |
|                  | Audrey Hepburn           | Regina Lampert          | Amerikai fogócska                     | Charade                        |                                   |
| Edith Evans      | Mrs. St. Maugham         |                         | The Chalk Garden                      |                                |                                   |
| Deborah Kerr     | Mrs. Madrigal            |                         | The Chalk Garden                      |                                |                                   |
| Rita Tushingham  | Kate Brady               |                         | Girl with Green Eyes                  |                                |                                   |
| 1965 19. gála    |                          |                         |                                       |                                |                                   |
|                  | Julie Christie           | Diana Scott             | Darling                               | Darling                        |                                   |
| Julie Andrews    | Maria von Trapp          | A muzsika hangja        | The Sound of Music                    |                                |                                   |
| Julie Andrews    | Emily Barham             | Szerelmi partraszállás  | The Americanization of Emily          |                                |                                   |
| Maggie Smith     | Nora                     | A fiatal Cassidy        | The Young Cassidy                     |                                |                                   |
| Rita Tushingham  | Nancy Jones              | A csábítás trükkje      | The Knack... and How to Get it        |                                |                                   |
| 1966 20. gála    |                          |                         |                                       |                                |                                   |
|                  | Elizabeth Taylor         | Martha                  | Nem félünk a farkastól                | Who's Afraid of Virginia Woolf |                                   |
| Julie Christie   | Lara Antipova            | Doktor Zsivágó          | Doctor Zhivago                        |                                |                                   |
| Julie Christie   | Linda Montag / Clarisse  | 451 Fahrenheit          | Fahrenheit 451                        |                                |                                   |
| Lynn Redgrave    | Georgina „Georgy” Parkin | Georgy Girl             | Georgy Girl                           |                                |                                   |
| Vanessa Redgrave | Leonie Delt              | Morgan!                 | Morgan: A Suitable Case for Treatment |                                |                                   |
| 1967 21. gála    |                          |                         |                                       |                                |                                   |
|                  | Edith Evans              | Mrs. Ross               | A suttogók                            | The Whisperers                 |                                   |
| Barbara Jefford  | Molly Bloom              |                         | Ulysses                               |                                |                                   |
| Elizabeth Taylor | Katharina                | A makrancos hölgy       | The Taming of the Shrew               |                                |                                   |

### Legjobb külföldi színésznő

#### 1952–1959
| Év                  | Színésznő                 | Színésznő                      | Szerep                              | Magyar cím             | Eredeti cím |
| 1952 6. gála        |                           |                                |                                     |                        |             |
| ------------------- | ------------------------- | ------------------------------ | ----------------------------------- | ---------------------- | ----------- |
| 1952 6. gála        |                           | Simone Signoret                | Marie                               | Aranysisak             | Casque d'or |
| 1952 6. gála        | Edwige Feuillère          | Julie                          |                                     | Olivia                 |             |
| 1952 6. gála        | Katharine Hepburn         | Patricia „Pat” Pemberton       | Afrika királynője                   | The African Queen      |             |
| 1952 6. gála        | Judy Holliday             | Florence Keefer                |                                     | The Marrying Kind      |             |
| 1952 6. gála        | Nicole Stéphane           | Elisabeth                      | Vásott kölykök                      | Les enfants terribles  |             |
| 1953 7. gála        |                           |                                |                                     |                        |             |
|                     | Leslie Caron              | Lili Daurier                   |                                     | Lili                   |             |
| Shirley Booth       | Lola Delaney              | Térj vissza, kicsi Sheba!      | Come Back, Little Sheba             |                        |             |
| Marie Powers        | Flora                     |                                | The Medium                          |                        |             |
| Maria Schell        | Helen Rolt                |                                | The Heart of the Matter             |                        |             |
| 1954 8. gála        |                           |                                |                                     |                        |             |
|                     | Cornell Borchers          | Inga Hartl                     | Megosztott szív                     | The Divided Heart      |             |
| Shirley Booth       | Vivien Leslie             |                                | About Mrs. Leslie                   |                        |             |
| Judy Holliday       | Nina Tracey               | A válás                        | Phffft                              |                        |             |
| Grace Kelly         | Margot Wendice            | Gyilkosság telefonhívásra      | Dial M for Murder                   |                        |             |
| Gina Lollobrigida   | Maria de Ritis            | Kenyér, szerelem, fantázia     | Pane, amore e fantasia              |                        |             |
| 1955 9. gála        |                           |                                |                                     |                        |             |
|                     | Betsy Blair               | Clara Snyder                   |                                     | Marty                  |             |
| Dorothy Dandridge   | Carmen Jones              |                                | Carmen Jones                        |                        |             |
| Judy Garland        | Esther Blodgett           | Csillag születik               | A Star Is Born                      |                        |             |
| Julie Harris        | Sally Bowles              |                                | I Am a Camera                       |                        |             |
| Katharine Hepburn   | Jane Hudson               | Velence, nyár, szerelem        | Summertime                          |                        |             |
| Grace Kelly         | Georgie Elgin             | A vidéki lány                  | The Country Girl                    |                        |             |
| Giulietta Masina    | Gelsomina                 | Országúton                     | La strada                           |                        |             |
| Marilyn Monroe      | A lány                    | Hétévi vágyakozás              | The Seven Year Itch                 |                        |             |
| 1956 10. gála       |                           |                                |                                     |                        |             |
|                     | Anna Magnani              | Serafina Delle Rose            | A tetovált rózsa                    | The Rose Tattoo        |             |
| Carroll Baker       | Baby Doll Meighan         | Babuci                         | Baby Doll                           |                        |             |
| Eva Dahlbeck        | Desiree Armfeldt          | Egy nyári éj mosolya           | Sommarnattens leende                |                        |             |
| Ava Gardner         | Victoria Jones            | Bhowani csomópont              | Bhowani Junction                    |                        |             |
| Susan Hayward       | Lillian Roth              | Holnap sírni fogok             | I'll Cry Tomorrow                   |                        |             |
| Shirley MacLaine    | ennifer Rogers            | Bajok Harryvel                 | The Trouble with Harry              |                        |             |
| Kim Novak           | Marjorie Owens            | Piknik                         | Picnic                              |                        |             |
| Marisa Pavan        | Rose Delle Rose           | A tetovált rózsa               | The Rose Tattoo                     |                        |             |
| Maria Schell        | Gervaise Macquart Coupeau | Patkányfogó                    | Gervaise                            |                        |             |
| Jean Simmons        | Sarah Brown nővér         | Macsók és macák                | Guys and Dolls                      |                        |             |
| 1957 11. gála       |                           |                                |                                     |                        |             |
|                     | Simone Signoret           | Elizabeth Proctor              | A salemi boszorkányok               | Les sorcières de Salem |             |
| Augusta Dabney      | Maggie Bowden             |                                | That Night!                         |                        |             |
| Katharine Hepburn   | Lizzie Curry              | Az esőcsináló                  | The Rainmaker                       |                        |             |
| Marilyn Monroe      | Elsie Marina              | A herceg és a színésznő        | The Prince and the Showgirl         |                        |             |
| Lilli Palmer        | Anna Anderson             | Anasztázia, az utolsó cárleány | Anastasia: The Czar's Last Daughter |                        |             |
| Eva Marie Saint     | Celia Pope                |                                | A Hatful of Rain                    |                        |             |
| Joanne Woodward     | Eve White                 | Éva három arca                 | The Three Faces of Eve              |                        |             |
| 1958 12. gála       |                           |                                |                                     |                        |             |
|                     | Simone Signoret           | Alice Aisgill                  | Hely a tetőn                        | Room at the Top        |             |
| Ingrid Bergman      | Gladys Aylward            | A Hatodik Boldogság fogadója   | The Inn of the Sixth Happiness      |                        |             |
| Anna Magnani        | Gioia                     |                                | Wild Is the Wind                    |                        |             |
| Giulietta Masina    | Cabiria Ceccarelli        | Cabiria éjszakái               | Le notti di Cabiria                 |                        |             |
| Tatyjana Szamojlove | Veronika                  | Szállnak a darvak              | Letyat zhuravli                     |                        |             |
| Elizabeth Taylor    | Maggie Pollitt            | Macska a forró bádogtetőn      | Cat on a Hot Tin Roof               |                        |             |
| Joanne Woodward     | Leola Boone               |                                | No Down Payment                     |                        |             |
| 1959 13. gála       |                           |                                |                                     |                        |             |
|                     | Shirley MacLaine          | Meg Wheeler                    | Kérd bármelyik lányt                | Ask Any Girl           |             |
| Ava Gardner         | Moira Davidson            | Az utolsó part                 | On the Beach                        |                        |             |
| Susan Hayward       | Barbara Graham            | Élni akarok!                   | I Want to Live!                     |                        |             |
| Ellie Lambeti       | Chloe Pella               |                                | To teleftaio psema                  |                        |             |
| Rosalind Russell    | Mame Dennis               |                                | Auntie Mame                         |                        |             |

#### 1960–1967
| Év                | Színésznő            | Színésznő                       | Szerep                           | Magyar cím            | Eredeti cím   |
| 1960 14. gála     |                      |                                 |                                  |                       |               |
| ----------------- | -------------------- | ------------------------------- | -------------------------------- | --------------------- | ------------- |
| 1960 14. gála     |                      | Shirley MacLaine                | Fran Kubelik                     | Legénylakás           | The Apartment |
| 1960 14. gála     | Pier Angeli          | Anna Curtis                     |                                  | The Angry Silence     |               |
| 1960 14. gála     | Melína Merkúri       | Illya                           | Vasárnap soha                    | Pote tin Kyriaki      |               |
| 1960 14. gála     | Emmanuelle Riva      | Elle                            | Szerelmem, Hirosima              | Hiroshima mon amour   |               |
| 1960 14. gála     | Jean Simmons         | Sharon Falconer                 |                                  | Elmer Gantry          |               |
| 1960 14. gála     | Monica Vitti         | Claudia                         | A kaland                         | L'avventura           |               |
| 1961 15. gála     |                      |                                 |                                  |                       |               |
|                   | Sophia Loren         | Cesira                          | Egy asszony meg a lánya          | La ciociara           |               |
| Annie Girardot    | Nadia                | Rocco és fivérei                | Rocco e i suoi fratelli          |                       |               |
| Piper Laurie      | Sarah Packard        | A svindler                      | The Hustler                      |                       |               |
| Claudia McNeil    | Lena Younger         | A napfény nem eladó             | A Raisin in the Sun              |                       |               |
| Jean Seberg       | Patricia Franchini   | Kifulladásig                    | À bout de souffle                |                       |               |
| 1962 16. gála     |                      |                                 |                                  |                       |               |
|                   | Anne Bancroft        | Annie Sullivan                  | A csodatevő                      | The Miracle Worker    |               |
| Anouk Aimée       | Lola                 |                                 | Lola                             |                       |               |
| Harriet Andersson | Katrin               | Tükör által homályosan          | Sắsom i en spegel                |                       |               |
| Melína Merkúri    | Phaedra              | Phaedra                         | Phaedra                          |                       |               |
| Jeanne Moreau     | Catherine            | Jules és Jim                    | Jules et Jim                     |                       |               |
| Geraldine Page    | Alexandra del Lago   | Az ifjúság édes madara          | The Sweet Bird of Youth          |                       |               |
| Natalie Wood      | Deanie Loomis        | Ragyogás a fűben                | Splendor in the Grass            |                       |               |
| 1963 17. gála     |                      |                                 |                                  |                       |               |
|                   | Patricia Neal        | Alma Brown                      | Hud                              | Hud                   |               |
| Joan Crawford     | Blanche Hudson       | Mi történt Baby Jane-nel?       | What Ever Happened to Baby Jane? |                       |               |
| Bette Davis       | Baby Jane Hudson     | Mi történt Baby Jane-nel?       | What Ever Happened to Baby Jane? |                       |               |
| Lee Remick        | Kirsten Arnesen Clay | Míg tart a bor és friss a rózsa | Days of Wine and Roses           |                       |               |
| Daniela Rocca     | Rosalia Cefalù       | Válás olasz módra               | Divorzio all'italiana            |                       |               |
| 1964 18. gála     |                      |                                 |                                  |                       |               |
|                   | Anne Bancroft        | Jo Armitage                     | Tökmagevő                        | The Pumpkin Eater     |               |
| Ava Gardner       | Maxine Faulk         | Az iguána éjszakája             | The Night of the Iguana          |                       |               |
| Shirley MacLaine  | Irma la Douce        | Irma, te édes                   | Irma la Douce                    |                       |               |
| Shirley MacLaine  | Louisa Foster        | Melyik úton járjak?             | What a Way to Go!                |                       |               |
| Kim Stanley       | Myra Savage          |                                 | Seance on a Wet Afternoon        |                       |               |
| 1965 19. gála     |                      |                                 |                                  |                       |               |
|                   | Patricia Neal        | Maggie Haines                   | Szemben az árral                 | In Harm's Way         |               |
| Jane Fonda        | Catherine Ballou     | Cat Ballou legendája            | Cat Ballou                       |                       |               |
| Lila Kedrova      | Madame Hortense      | Zorba, a görög                  | Alexis Zorbas                    |                       |               |
| Simone Signoret   | La Condesa           | Bolondok hajója                 | Ship of Fools                    |                       |               |
| 1966 20. gála     |                      |                                 |                                  |                       |               |
|                   | Jeanne Moreau        | Maria I                         | Viva Maria!                      | Viva Maria!           |               |
| Brigitte Bardot   | Maria II             | Viva Maria!                     | Viva Maria!                      |                       |               |
| Joan Hackett      | Dottie Renfrew       | A csoport                       | The Group                        |                       |               |
| Simone Signoret   | Éliane Darrès        | A tökéletes bűntény             | The Sleeping Car Murders         |                       |               |
| 1967 21. gála     |                      |                                 |                                  |                       |               |
|                   | Anouk Aimée          | Anne Gauthier                   | Egy férfi és egy nő              | Un homme et une femme |               |
| Bibi Andersson    | Charlotte            | Nővérem, szerelmem, Persona     | Syskonbädd 1782                  |                       |               |
| Bibi Andersson    | Alma                 | Persona                         | Persona                          |                       |               |
| Jane Fonda        | Corie Bratter        | Mezítláb a parkban              | Barefoot in the Park             |                       |               |
| Simone Signoret   | Elsa Fennan          | Ébresztő a halottnak            | The Deadly Affair                |                       |               |

### Legjobb női főszereplő

#### 1960-as évek
| Év               | Színésznő            | Színésznő           | Szerep                       | Magyar cím                    | Eredeti cím        |
| 1968 22. gála    |                      |                     |                              |                               |                    |
| ---------------- | -------------------- | ------------------- | ---------------------------- | ----------------------------- | ------------------ |
| 1968 22. gála    |                      | Katharine Hepburn   | Aquitániai Eleonóra          | Az oroszlán télen             | The Lion in Winter |
| 1968 22. gála    | Christina Drayton    | Katharine Hepburn   | Találd ki, ki jön vacsorára! | Guess Who's Coming to Dinner  |                    |
| 1968 22. gála    | Anne Bancroft        | Mrs. Robinson       | Diploma előtt                | The Graduate                  |                    |
| 1968 22. gála    | Catherine Deneuve    | Séverine Serizy     | A nap szépe                  | Beauty of the Day             |                    |
| 1968 22. gála    | Joanne Woodward      | Rachel Cameron      | Rachel, Rachel               | Rachel, Rachel                |                    |
| 1969 23. gála    |                      |                     |                              |                               |                    |
|                  | Maggie Smith         | Jean Brodie         | Miss Jean Brodie virágzása   | The Prime of Miss Jean Brodie |                    |
| Mia Farrow       | Mary                 | John és Mary        | John and Mary                |                               |                    |
| Mia Farrow       | Rosemary Woodhouse   | Rosemary gyermeke   | Rosemary's Baby              |                               |                    |
| Mia Farrow       | Cenci                | Titkos ünnepség     | Secret Ceremony              |                               |                    |
| Glenda Jackson   | Gudrun Brangwen      | Szerelmes asszonyok | Women in Love                |                               |                    |
| Barbra Streisand | Fanny Brice          | Funny Girl          | Funny Girl                   |                               |                    |
| Barbra Streisand | Dolly Gallagher Levi | Hello, Dolly!       | Hello Dolly!                 |                               |                    |

#### 1970-es évek
| Év               | Színésznő               | Színésznő                 | Szerep                                 | Magyar cím                            | Eredeti cím                        |
| 1970 24. gála    |                         |                           |                                        |                                       |                                    |
| ---------------- | ----------------------- | ------------------------- | -------------------------------------- | ------------------------------------- | ---------------------------------- |
| 1970 24. gála    |                         | Katharine Ross            | Etta Place                             | Butch Cassidy és a Sundance kölyök    | Butch Cassidy and the Sundance Kid |
| 1970 24. gála    | Lola                    | Katharine Ross            | Halál a Rubin hegyen                   | Tell Them Willie Boy Is Here          |                                    |
| 1970 24. gála    | Jane Fonda              | Gloria Beatty             | A lovakat lelövik, ugye?               | They Shoot Horses, Don't They?        |                                    |
| 1970 24. gála    | Goldie Hawn             | Toni Simmons              | A kaktusz virága                       | Cactus Flower                         |                                    |
| 1970 24. gála    | Goldie Hawn             | Marion                    | Lány a levesemben                      | There's a Girl in My Soup             |                                    |
| 1970 24. gála    | Sarah Miles             | Rosy Ryan                 | Ryan lánya                             | Ryan's Daughter                       |                                    |
| 1971 25. gála    |                         |                           |                                        |                                       |                                    |
|                  | Glenda Jackson          | Alex Greville             | Vasárnap, átkozott vasárnap            | Sunday Bloody Sunday                  |                                    |
| Lynn Carlin      | Lynn Tyne               | Elszakadás                | Taking Off                             |                                       |                                    |
| Julie Christie   | Marian                  | A közvetítő               | The Go-Between                         |                                       |                                    |
| Jane Fonda       | Bree Daniels            | Klute                     | Klute                                  |                                       |                                    |
| Nanette Newman   | Jill Matthews           | Tombol a Hold             | The Raging Moon                        |                                       |                                    |
| 1972 26. gála    |                         |                           |                                        |                                       |                                    |
|                  | Liza Minnelli           | Sally Bowles              | Kabaré                                 | Cabaret                               |                                    |
| Stéphane Audran  | Hélène                  | A hentes                  | The Butcher                            |                                       |                                    |
| Anne Bancroft    | Lady Randolph Churchill | A fiatal Churchill        | Young Winston                          |                                       |                                    |
| Dorothy Tutin    | Sophie Brzeska          | Vad messiás               | Savage Messiah                         |                                       |                                    |
| 1973 27. gála    |                         |                           |                                        |                                       |                                    |
|                  | Stéphane Audran         | Alice Sénéchal            | A burzsoázia diszkrét bája             | The Discreet Charm of the Bourgeoisie |                                    |
| Hélène Masson    | Stéphane Audran         | Mielőtt leszáll az éj     | Just Before Nightfall                  |                                       |                                    |
| Julie Christie   | Laura Baxter            | Ne nézz vissza!           | Don't Look Now                         |                                       |                                    |
| Glenda Jackson   | Vicki Allessio          | Egy kis előkelőség        | A Touch of Class                       |                                       |                                    |
| Diana Ross       | Billie Holiday          | A Lady bluest énekel      | Lady Sings The Blues                   |                                       |                                    |
| 1974 28. gála    |                         |                           |                                        |                                       |                                    |
|                  | Joanne Woodward         | Rita Walden               | Nyári kaland, téli álom                | Summer Wishes, Winter Dreams          |                                    |
| Faye Dunaway     | Evelyn Mulwray          | Kínai negyed              | Chinatown                              |                                       |                                    |
| Barbra Streisand | Katie Morosky           | Ilyenek voltunk           | The Way We Were                        |                                       |                                    |
| Cicely Tyson     | Jane Pittmann           |                           | The Autobiography of Miss Jane Pittman |                                       |                                    |
| 1975 29. gála    |                         |                           |                                        |                                       |                                    |
|                  | Ellen Burstyn           | Alice Hyatt               | Alice már nem lakik itt                | Alice Doesn't Live Here Anymore       |                                    |
| Anne Bancroft    | Edna Edison             | A Második utca foglyai    | The Prisoner of Second Avenue          |                                       |                                    |
| Valerie Perrine  | Honey Harlow            | Lenny                     | Lenny                                  |                                       |                                    |
| Liv Ullmann      | Marianne                | Jelenetek egy házasságból | Scenes from a Marriage                 |                                       |                                    |
| 1976 30. gála    |                         |                           |                                        |                                       |                                    |
|                  | Louise Fletcher         | Ratched nővér             | Száll a kakukk fészkére                | One Flew Over the Cuckoo's Nest       |                                    |
| Lauren Bacall    | Bond Rogers             | A mesterlövész            | The Shootist                           |                                       |                                    |
| Rita Moreno      | Googie Gomez            | A Ritz fürdőház           | The Ritz                               |                                       |                                    |
| Liv Ullmann      | Jenny Isaksson          | Színről színre            | Face to Face                           |                                       |                                    |
| 1977 31. gála    |                         |                           |                                        |                                       |                                    |
|                  | Diane Keaton            | Annie Hall                | Annie Hall                             | Annie Hall                            |                                    |
| Faye Dunaway     | Diana Christensen       | Hálózat                   | Network                                |                                       |                                    |
| Shelley Duvall   | Millie Lammoreaux       | Három nő                  | 3 Women                                |                                       |                                    |
| Lily Tomlin      | Margo Sperling          |                           | The Late Show                          |                                       |                                    |
| 1978 32. gála    |                         |                           |                                        |                                       |                                    |
|                  | Jane Fonda              | Lillian Hellman           | Júlia                                  | Julia                                 |                                    |
| Anne Bancroft    | Emma Jacklin            | Fordulópont               | The Turning Point                      |                                       |                                    |
| Jill Clayburgh   | Erica Benton            | Asszony férj nélkül       | An Unmarried Woman                     |                                       |                                    |
| Marsha Mason     | Paula McFadden          | Hölgyem, Isten áldja!     | The Goodbye Girl                       |                                       |                                    |
| 1979 33. gála    |                         |                           |                                        |                                       |                                    |
|                  | Jane Fonda              | Kimberly Wells            | Kína szindróma                         | The China Syndrome                    |                                    |
| Diane Keaton     | Mary Wilkie             | Manhattan                 | Manhattan                              |                                       |                                    |
| Maggie Smith     | Diana Barrie            | Kaliforniai lakosztály    | California Suite                       |                                       |                                    |
| Meryl Streep     | Linda                   | A szarvasvadász           | The Deer Hunter                        |                                       |                                    |

#### 1980-as évek
| Év               | Színésznő                    | Színésznő             | Szerep                                 | Magyar cím                          | Eredeti cím         |
| 1980 34. gála    |                              |                       |                                        |                                     |                     |
| ---------------- | ---------------------------- | --------------------- | -------------------------------------- | ----------------------------------- | ------------------- |
| 1980 34. gála    |                              | Judy Davis            | Sybylla Melvyn                         | Ragyogó karrierem                   | My Brilliant Career |
| 1980 34. gála    | Shirley MacLaine             | Eve Rand              | Isten hozta, Mister!                   | Being There                         |                     |
| 1980 34. gála    | Bette Midler                 | Mary Rose Foster      | A rózsa                                | The Rose                            |                     |
| 1980 34. gála    | Meryl Streep                 | Joanna Kramer         | Kramer kontra Kramer                   | Kramer vs. Kramer                   |                     |
| 1981 35. gála    |                              |                       |                                        |                                     |                     |
|                  | Meryl Streep                 | Anna / Sarah Woodruff | A francia hadnagy szeretője            | The French Lieutenant's Daughter    |                     |
| Mary Tyler Moore | Beth Jarrett                 | Átlagemberek          | Ordinary People                        |                                     |                     |
| Maggie Smith     | Lois Heidler                 | Kvartett              | Quartet                                |                                     |                     |
| Sissy Spacek     | Loretta Lynn                 | A szénbányász lánya   | Coal Miner's Daughter                  |                                     |                     |
| 1982 36. gála    |                              |                       |                                        |                                     |                     |
|                  | Katharine Hepburn            | Ethel Thayer          | Az aranytó                             | On Golden Pond                      |                     |
| Diane Keaton     | Louise Bryant                | Vörösök               | Reds                                   |                                     |                     |
| Jennifer Kendal  | Violet Stoneham              | Magány út 36.         | 36 Chowringhee Lane                    |                                     |                     |
| Sissy Spacek     | Beth Horman                  | Eltűntnek nyilvánítva | Missing                                |                                     |                     |
| 1983 37. gála    |                              |                       |                                        |                                     |                     |
|                  | Julie Walters                | Susan „Rita” White    | Rita többet akar – Szebb dalt énekelni | Educating Rita                      |                     |
| Jessica Lange    | Julie Nichols                | Aranyoskám            | Tootsie                                |                                     |                     |
| Phyllis Logan    | Janie                        | Máskor, máshol        | Another Time, Another Place            |                                     |                     |
| Meryl Streep     | Zofia „Sophie” Zawistowski   | Sophie választása     | Sophie's Choice                        |                                     |                     |
| 1984 38. gála    |                              |                       |                                        |                                     |                     |
|                  | Maggie Smith                 | Joyce Chilvers        | Magánpraxis                            | A Private Function                  |                     |
| Shirley MacLaine | Aurora Greenaway             | Becéző szavak         | Terms of Endearment                    |                                     |                     |
| Helen Mirren     | Marcella                     | Cal                   | Cal                                    |                                     |                     |
| Meryl Streep     | Karen Silkwood               | Silkwood              | Silkwood                               |                                     |                     |
| 1985 39. gála    |                              |                       |                                        |                                     |                     |
|                  | Peggy Ashcroft               | Mrs. Moore            | Út Indiába                             | A Passage to India                  |                     |
| Mia Farrow       | Cecilia                      | Kairo bíbor rózsái    | The Purple Rose of Cairo               |                                     |                     |
| Kelly McGillis   | Rachel Lapp                  | A kis szemtanú        | Witness                                |                                     |                     |
| Alexandra Pigg   | Elaine                       | Levél Brezsnyevnek    | Letter to Brezhnev                     |                                     |                     |
| 1986 40. gála    |                              |                       |                                        |                                     |                     |
|                  | Maggie Smith                 | Charlotte Bartlett    | Szoba kilátással                       | A Room with a View                  |                     |
| Mia Farrow       | Hannah                       | Hannah és nővérei     | Hannah and Her Sisters                 |                                     |                     |
| Meryl Streep     | Karen Blixen                 | Távol Afrikától       | Out of Africa                          |                                     |                     |
| Cathy Tyson      | Simone                       | Mona Lisa             | Mona Lisa                              |                                     |                     |
| 1987 41. gála    |                              |                       |                                        |                                     |                     |
|                  | Anne Bancroft                | Helene Hanff          | Egy ház Londonban                      | 84 Charing Cross Road               |                     |
| Emily Lloyd      | Lynda Mansell                | Bárcsak itt lennél    | Wish You Were Here                     |                                     |                     |
| Sarah Miles      | Grace Rowan                  | Remény és dicsőség    | Hope and Glory                         |                                     |                     |
| Julie Walters    | Christine Painter            | Személyi szolgálat    | Personal Services                      |                                     |                     |
| 1988 42. gála    |                              |                       |                                        |                                     |                     |
|                  | Maggie Smith                 | Judith Hearne         | Judith Hearne magányos szenvedélye     | The Lonely Passion of Judith Hearne |                     |
| Stéphane Audran  | Babette lakomája             | Babettes Gæstebud     |                                        |                                     |                     |
| Cher             | Loretta Castorini            | Holdkórosok           | Moonstruck                             |                                     |                     |
| Jamie Lee Curtis | Wanda Gershwitz              | A hal neve: Wanda     | A Fish Called Wanda                    |                                     |                     |
| 1989 43. gála    |                              |                       |                                        |                                     |                     |
|                  | Pauline Collins              | Shirley Valentine     | Shirley Valentine                      | Shirley Valentine                   |                     |
| Glenn Close      | Isabelle de Merteuil márkiné | Veszedelmes viszonyok | Dangerous Liaisons                     |                                     |                     |
| Jodie Foster     | Sarah Tobias                 | A vádlottak           | The Accused                            |                                     |                     |
| Melanie Griffith | Tess McGill                  | Dolgozó lány          | Working Girl                           |                                     |                     |

#### 1990-es évek
| Év                   | Színésznő                       | Színésznő             | Szerep                       | Magyar cím               | Eredeti cím        |
| 1990 44. gála        |                                 |                       |                              |                          |                    |
| -------------------- | ------------------------------- | --------------------- | ---------------------------- | ------------------------ | ------------------ |
| 1990 44. gála        |                                 | Jessica Tandy         | Daisy Werthan                | Miss Daisy sofőrje       | Driving Miss Daisy |
| 1990 44. gála        | Shirley MacLaine                | Doris Mann            | Képeslapok a szakadékból     | Postcards from the Edge  |                    |
| 1990 44. gála        | Michelle Pfeiffer               | Susie Diamond         | Azok a csodálatos Baker fiúk | The Fabulous Baker Boys  |                    |
| 1990 44. gála        | Julia Roberts                   | Vivian Ward           | Micsoda nő!                  | Pretty Woman             |                    |
| 1991 45. gála        |                                 |                       |                              |                          |                    |
|                      | Jodie Foster                    | Clarice Starling      | A bárányok hallgatnak        | The Silence of the Lambs |                    |
| Geena Davis          | Thelma Dickinson                | Thelma és Louise      | Thelma and Louise            |                          |                    |
| Susan Sarandon       | Louise Sawyer                   | Thelma és Louise      | Thelma and Louise            |                          |                    |
| Juliet Stevenson     | Nina                            | Szívből, igazán       | Truly, Madly, Deeply         |                          |                    |
| 1992 46. gála        |                                 |                       |                              |                          |                    |
|                      | Emma Thompson                   | Margaret Schlegel     | Szellem a házban             | Howards End              |                    |
| Judy Davis           | Sally Simmons                   | Férjek és feleségek   | Husbands and Wives           |                          |                    |
| Tara Morice          | Fran                            | Kötelező táncok       | Strictly Ballroom            |                          |                    |
| Jessica Tandy        | Ninny Threadgoode               | Sült, zöld paradicsom | Fried Green Tomatoes         |                          |                    |
| 1993 47. gála        |                                 |                       |                              |                          |                    |
|                      | Holly Hunter                    | Ada McGrath           | Zongoralecke                 | The Piano                |                    |
| Miranda Richardson   | Vivienne Haigh-Wood Eliot       | Tom és Viv            | Tom and Viv                  |                          |                    |
| Emma Thompson        | Sarah Kenton                    | Napok romjai          | The Remains of the Day       |                          |                    |
| Debra Winger         | Joy Davidman Gresham            | Árnyékország          | Shadowlands                  |                          |                    |
| 1994 48. gála        |                                 |                       |                              |                          |                    |
|                      | Susan Sarandon                  | Regina „Reggie” Love  | Az ügyfél                    | The Client               |                    |
| Linda Fiorentino     | Bridget Gregory                 | Végső csábítás        | The Last Seduction           |                          |                    |
| Irène Jacob          | Valentine Dussaut               | Három szín: piros     | Three Colours: Red           |                          |                    |
| Uma Thurman          | Mia Wallace                     | Ponyvaregény          | Pulp Fiction                 |                          |                    |
| 1995 49. gála        |                                 |                       |                              |                          |                    |
|                      | Emma Thompson                   | Elinor Dashwood       | Értelem és érzelem           | Sense and Sensibility    |                    |
| Nicole Kidman        | Suzanne Stone-Maretto           | Majd’ megdöglik érte  | To Die For                   |                          |                    |
| Helen Mirren         | Sarolta királyné                | György király         | The Madness of King George   |                          |                    |
| Elisabeth Shue       | Sera                            | Las Vegas, végállomás | Leaving Las Vegas            |                          |                    |
| 1996 50. gála        |                                 |                       |                              |                          |                    |
|                      | Brenda Blethyn                  | Cynthia Purley        | Titkok és hazugságok         | Secrets and Lies         |                    |
| Frances McDormand    | Marge Gunderson                 | Fargo                 | Fargo                        |                          |                    |
| Kristin Scott Thomas | Katharine Clifton               | Az angol beteg        | The English Patient          |                          |                    |
| Emily Watson         | Bess McNeill                    | Hullámtörés           | Breaking the Waves           |                          |                    |
| 1997 51. gála        |                                 |                       |                              |                          |                    |
|                      | Judi Dench                      | Viktória királynő     | Botrány a birodalomban       | Mrs Brown                |                    |
| Kim Basinger         | Lynn Bracken                    | Szigorúan bizalmas    | L.A. Confidential            |                          |                    |
| Helena Bonham Carter | Kate Croy                       | A galamb szárnyai     | The Wings of the Dove        |                          |                    |
| Kathy Burke          | Valerie                         | Éhkoppon              | Nil By Mouth                 |                          |                    |
| 1998 52. gála        |                                 |                       |                              |                          |                    |
|                      | Cate Blanchett                  | I. Erzsébet királynő  | Elizabeth                    | Elizabeth                |                    |
| Jane Horrocks        | Laurie Hoff / Little Voice „LV” | Little Voice          | Little Voice                 |                          |                    |
| Gwyneth Paltrow      | Viola de Lesseps                | Szerelmes Shakespeare | Shakespeare in Love          |                          |                    |
| Emily Watson         | Jacqueline du Pré               | Hilary és Jackie      | Hilary and Jackie            |                          |                    |
| 1999 53. gála        |                                 |                       |                              |                          |                    |
|                      | Annette Bening                  | Carolyn Burnham       | Amerikai szépség             | American Beauty          |                    |
| Linda Bassett        | Ella Khan                       | A kelet, az kelet     | East is East                 |                          |                    |
| Julianne Moore       | Sarah Miles                     | Egy kapcsolat vége    | The End of Affair            |                          |                    |
| Emily Watson         | Angela Sheehan McCourt          | Angyal a lépcsőn      | Angela's Ashes               |                          |                    |

#### 2000-es évek
| Év                   | Színésznő                     | Színésznő                           | Szerep                                | Magyar cím                        | Eredeti cím     |
| 2000 54. gála        |                               |                                     |                                       |                                   |                 |
| -------------------- | ----------------------------- | ----------------------------------- | ------------------------------------- | --------------------------------- | --------------- |
| 2000 54. gála        |                               | Julia Roberts                       | Erin Brockovich                       | Erin Brockovich – Zűrös természet | Erin Brockovich |
| 2000 54. gála        | Juliette Binoche              | Vivianne Rocher                     | Csokoládé                             | Chocolat                          |                 |
| 2000 54. gála        | Kate Hudson                   | Pennie Lane                         | Majdnem híres                         | Almost Famous                     |                 |
| 2000 54. gála        | Hilary Swank                  | Brandon Teena                       | A fiúk nem sírnak                     | Boys Don't Cry                    |                 |
| 2000 54. gála        | Michelle Yeoh                 | Jü Su-lien                          | Tigris és sárkány                     | Crouching Tiger, Hidden Dragon    |                 |
| 2001 55. gála        |                               |                                     |                                       |                                   |                 |
|                      | Judi Dench                    | Iris Murdoch                        | Iris – Egy csodálatos női elme        | Iris                              |                 |
| Nicole Kidman        | Grace Stewart                 | Más világ                           | The Others                            |                                   |                 |
| Sissy Spacek         | Ruth Fowler                   | A hálószobában                      | In the Bedroom                        |                                   |                 |
| Audrey Tautou        | Amélie Poulain                | Amélie csodálatos élete             | Amélie                                |                                   |                 |
| Renée Zellweger      | Bridget Jones                 | Bridget Jones naplója               | Bridget Jones's Diary                 |                                   |                 |
| 2002 56. gála        |                               |                                     |                                       |                                   |                 |
|                      | Nicole Kidman                 | Virginia Woolf                      | Az órák                               | The Hours                         |                 |
| Halle Berry          | Leticia Musgrove              | Szörnyek keringője                  | Monster's Ball                        |                                   |                 |
| Salma Hayek          | Frida Kahlo                   | Frida                               | Frida                                 |                                   |                 |
| Meryl Streep         | Clarissa Vaughan              | Az órák                             | The Hours                             |                                   |                 |
| Renée Zellweger      | Roxie Hart                    | Chicago                             | Chicago                               |                                   |                 |
| 2003 57. gála        |                               |                                     |                                       |                                   |                 |
|                      | Scarlett Johansson            | Charlotte                           | Elveszett jelentés                    | Lost in Translation               |                 |
| Scarlett Johansson   | Griet                         | Leány gyöngy fülbevalóval           | Girl with a Pearl Earring             |                                   |                 |
| Anne Reid            | May                           | Anya és a szerelem                  | The Mother                            |                                   |                 |
| Uma Thurman          | Beatrix Kiddo                 | Kill Bill 1.                        | Kill Bill: Volume 1                   |                                   |                 |
| Naomi Watts          | Cristina Peck                 | 21 gramm                            | 21 grams                              |                                   |                 |
| 2004 58. gála        |                               |                                     |                                       |                                   |                 |
|                      | Imelda Staunton               | Vera Drake                          | Vera Drake                            | Vera Drake                        |                 |
| Csang Ce-ji          | Mei                           | A repülő tőrök klánja               | House of Flying Daggers               |                                   |                 |
| Charlize Theron      | Aileen Wuornos                | A rém                               | Monster                               |                                   |                 |
| Kate Winslet         | Clementine Kruczynski         | Egy makulátlan elme örök ragyogása  | Eternal Sunshine of the Spotless Mind |                                   |                 |
| Kate Winslet         | Sylvia Llewelyn Davies        | Én, Pán Péter                       | Finding Neverland                     |                                   |                 |
| 2005 59. gála        |                               |                                     |                                       |                                   |                 |
|                      | Reese Witherspoon             | June Carter Cash                    | A nyughatatlan                        | Walk the Line                     |                 |
| Csang Ce-ji          | Chiyo Sakamoto / Sayuri Nitta | Egy gésa emlékiratai                | Memoirs of a Geisha                   |                                   |                 |
| Judi Dench           | Laura Henderson               | Mrs. Henderson bemutatja            | Mrs Henderson Presents                |                                   |                 |
| Charlize Theron      | Josey Aimes                   | Kőkemény Minnesota                  | North Country                         |                                   |                 |
| Rachel Weisz         | Tessa Abbott-Quayle           | Az elszánt diplomata                | The Constant Gardener                 |                                   |                 |
| 2006 60. gála        |                               |                                     |                                       |                                   |                 |
|                      | Helen Mirren                  | II. Erzsébet királynő               | A királynő                            | The Queen                         |                 |
| Penélope Cruz        | Raimunda                      | Volver                              | Volver                                |                                   |                 |
| Judi Dench           | Barbara Covett                | Egy botrány részletei               | Notes on a Scandal                    |                                   |                 |
| Meryl Streep         | Miranda Priestly              | Az ördög Pradát visel               | The Devil Wears Prada                 |                                   |                 |
| Kate Winslet         | Sarah Pierce                  | Apró titkok                         | Little Children                       |                                   |                 |
| 2007 61. gála        |                               |                                     |                                       |                                   |                 |
|                      | Marion Cotillard              | Édith Piaf                          | Piaf                                  | Piaf                              |                 |
| Cate Blanchett       | I. Erzsébet királynő          | Elizabeth: Az aranykor              | Elizabeth: The Golden Age             |                                   |                 |
| Julie Christie       | Fiona Anderson                | Egyre távolabb                      | Away from Her                         |                                   |                 |
| Keira Knightley      | Cecilia Tallis                | Vágy és vezeklés                    | Atonement                             |                                   |                 |
| Ellen Page           | Juno MacGuff                  | Juno                                | Juno                                  |                                   |                 |
| 2008 62. gála        |                               |                                     |                                       |                                   |                 |
|                      | Kate Winslet                  | Hanna Schmitz                       | A felolvasó                           | The Reader                        |                 |
| Angelina Jolie       | Christine Collins             | Elcserélt életek                    | Changeling                            |                                   |                 |
| Kristin Scott Thomas | Juliette Fontaine             | Oly sokáig szerettelek              | I've Loved You So Long                |                                   |                 |
| Meryl Streep         | Aloysius Beauvier nővér       | Kétely                              | Doubt                                 |                                   |                 |
| Kate Winslet         | April Wheeler                 | A szabadság útjai                   | Revolutionary Road                    |                                   |                 |
| 2009 63. gála        |                               |                                     |                                       |                                   |                 |
|                      | Carey Mulligan                | Jenny Mellor                        | Egy lányról                           | An Education                      |                 |
| Saoirse Ronan        | Susie Salmon                  | Komfortos mennyország               | The Lovely Bones                      |                                   |                 |
| Gabourey Sidibe      | Claireece „Precious” Jones    | Precious – A boldogság ára          | Precious                              |                                   |                 |
| Meryl Streep         | Julia Child                   | Julie és Julia – Két nő, egy recept | Julie & Julia                         |                                   |                 |
| Audrey Tautou        | Coco Chanel                   | Coco Chanel                         | Coco Before Chanel                    |                                   |                 |

#### 2010-es évek
| Év                 | Színésznő                            | Színésznő                             | Szerep                             | Magyar cím                                | Eredeti cím |
| 2010 64. gála      |                                      |                                       |                                    |                                           |             |
| ------------------ | ------------------------------------ | ------------------------------------- | ---------------------------------- | ----------------------------------------- | ----------- |
| 2010 64. gála      |                                      | Natalie Portman                       | Nina Sayers                        | Fekete hattyú                             | Black Swan  |
| 2010 64. gála      | Annette Bening                       | Dr. Nicole „Nic” Allgood              | A gyerekek jól vannak              | The Kids Are All Right                    |             |
| 2010 64. gála      | Julianne Moore                       | Jules Allgood                         | A gyerekek jól vannak              | The Kids Are All Right                    |             |
| 2010 64. gála      | Noomi Rapace                         | Lisbeth Salander                      | A tetovált lány                    | The Girl with the Dragon Tattoo           |             |
| 2010 64. gála      | Hailee Steinfeld                     | Mattie Ross                           | A félszemű                         | True Grit                                 |             |
| 2011 65. gála      |                                      |                                       |                                    |                                           |             |
|                    | Meryl Streep                         | Margaret Thatcher                     | A Vaslady                          | The Iron Lady                             |             |
| Bérénice Bejo      | Peppy Miller                         | The Artist – A némafilmes             | The Artist                         |                                           |             |
| Viola Davis        | Aibleen Clark                        | A segítség                            | The Help                           |                                           |             |
| Tilda Swinton      | Eva Khatchadourian                   | Beszélnünk kell Kevinről              | We Need to Talk About Kevin        |                                           |             |
| Michelle Williams  | Marilyn Monroe                       | Egy hét Marilynnel                    | One Week with Marilyn              |                                           |             |
| 2012 66. gála      |                                      |                                       |                                    |                                           |             |
|                    | Emmanuelle Riva                      | Anne Laurent                          | Szerelem                           | Amour                                     |             |
| Jessica Chastain   | Maya Harris                          | Zero Dark Thirty – A Bin Láden hajsza | Zero Dark Thirty                   |                                           |             |
| Marion Cotillard   | Stéphanie                            | Rozsda és csont                       | De rouille et d’os (Rust and Bone) |                                           |             |
| Jennifer Lawrence  | Tiffany Maxwell                      | Napos oldal                           | Silver Linings Playbook            |                                           |             |
| Helen Mirren       | Alma Reville Hitchcock               | Hitchcock                             | Hitchcock                          |                                           |             |
| 2013 67. gála      |                                      |                                       |                                    |                                           |             |
|                    | Cate Blanchett                       | Jeanette „Jasmine” Francis            | Blue Jasmine                       | Blue Jasmine                              |             |
| Amy Adams          | Sydney Prosser / Lady Edith Greensly | Amerikai botrány                      | American Hustle                    |                                           |             |
| Sandra Bullock     | Dr. Ryan Stone                       | Gravitáció                            | Gravitation                        |                                           |             |
| Judi Dench         | Philomena Lee                        | Philomena – Határtalan szeretet       | Philomena                          |                                           |             |
| Emma Thompson      | P. L. Travers                        | Banks úr megmentése                   | Saving Mr. Banks                   |                                           |             |
| 2014 68. gála      |                                      |                                       |                                    |                                           |             |
|                    | Julianne Moore                       | Dr. Alice Howland                     | Megmaradt Alice-nek                | Still Alice                               |             |
| Amy Adams          | Margaret Keane                       | Nagy szemek                           | Big Eyes                           |                                           |             |
| Felicity Jones     | Jane Wilde Hawking                   | A mindenség elmélete                  | The Theory of Everything           |                                           |             |
| Rosamund Pike      | Amy Elliott-Dunne                    | Holtodiglan                           | Gone Girl                          |                                           |             |
| Reese Witherspoon  | Cheryl Strayed                       | Vadon                                 | Wild                               |                                           |             |
| 2015 69. gála      |                                      |                                       |                                    |                                           |             |
|                    | Brie Larson                          | Joy „Ma” Newsome                      | A szoba                            | The Room                                  |             |
| Cate Blanchett     | Carol Aird                           | Carol                                 | Carol                              |                                           |             |
| Saoirse Ronan      | Eilis Lacey                          | Brooklyn                              | Brooklyn                           |                                           |             |
| Maggie Smith       | Mary Shepherd / Margaret Fairchild   | A kertbérlő                           | The Lady in the Van                |                                           |             |
| Alicia Vikander    | Gerda Wegener                        | A dán lány                            | The Danish Girl                    |                                           |             |
| 2016 70. gála      |                                      |                                       |                                    |                                           |             |
|                    | Emma Stone                           | Mia Dolan                             | Kaliforniai álom                   | La La Land                                |             |
| Amy Adams          | Dr. Louise Banks                     | Érkezés                               | Arrival                            |                                           |             |
| Emily Blunt        | Rachel Watson                        | A lány a vonaton                      | The Girl on the Train              |                                           |             |
| Natalie Portman    | Jackie Kennedy                       | Jackie                                | Jackie                             |                                           |             |
| Meryl Streep       | Florence Foster Jenkins              | Florence – A tökéletlen hang          | Florence Foster Jenkins            |                                           |             |
| 2017 71. gála      |                                      |                                       |                                    |                                           |             |
|                    | Frances McDormand                    | Mildred Hayes                         | Három óriásplakát Ebbing határában | Three Billboards Outside Ebbing, Missouri |             |
| Annette Bening     | Gloria Grahame                       | A sztárok nem Liverpoolban halnak meg | Film Stars Don't Die in Liverpool  |                                           |             |
| Sally Hawkins      | Elisa Esposito                       | A víz érintése                        | The Shape of Water                 |                                           |             |
| Margot Robbie      | Tonya Harding                        | Én, Tonya                             | I, Tonya                           |                                           |             |
| Saoirse Ronan      | Christine „Lady Bird” McPherson      | Lady Bird                             | Lady Bird                          |                                           |             |
| 2018 72. gála      |                                      |                                       |                                    |                                           |             |
|                    | Olivia Colman                        | Anna királynő                         | A kedvenc                          | The Favourite                             |             |
| Glenn Close        | Joan Castleman                       | A férfi mögött                        | The Wife                           |                                           |             |
| Viola Davis        | Veronica Rawlings                    | Nyughatatlan özvegyek                 | Widows                             |                                           |             |
| Lady Gaga          | Ally Maine                           | Csillag születik                      | A Star Is Born                     |                                           |             |
| Melissa McCarthy   | Lee Israel                           | Megbocsátasz valaha?                  | Can You Ever Forgive Me?           |                                           |             |
| 2019 73. gála      |                                      |                                       |                                    |                                           |             |
|                    | Renée Zellweger                      | Judy Garland                          | Judy                               | Judy                                      |             |
| Jessie Buckley     | Rose-Lynn Harlan                     | Vadrózsa                              | Wild Rose                          |                                           |             |
| Scarlett Johansson | Nicole Barber                        | Házassági történet                    | Marriage Story                     |                                           |             |
| Saoirse Ronan      | Josephine „Jo” March                 | Kisasszonyok                          | Little Women                       |                                           |             |
| Charlize Theron    | Megyn Kelly                          | Botrány                               | Bombshell                          |                                           |             |

#### 2020-as évek
| Év                     | Színésznő                               | Színésznő                    | Szerep                            | Magyar cím              | Eredeti cím |
| 2020 74. gála          |                                         |                              |                                   |                         |             |
| ---------------------- | --------------------------------------- | ---------------------------- | --------------------------------- | ----------------------- | ----------- |
| 2020 74. gála          |                                         | Frances McDormand            | Fern                              | A nomádok földje        | Nomadland   |
| 2020 74. gála          | Bukky Bakray                            | Olushola „Rocks” Omotoso     |                                   | Rocks                   |             |
| 2020 74. gála          | Radha Blank                             | Radha Blank                  | A negyvenéves változat            | The 40-Year-Old Version |             |
| 2020 74. gála          | Vanessa Kirby                           | Martha Weiss                 | Pieces of a Woman                 | Pieces of a Woman       |             |
| 2020 74. gála          | Wunmi Mosaku                            | Rial Majur                   | Kinek a háza?                     | His House               |             |
| 2020 74. gála          | Alfre Woodard                           | Bernardine Williams          |                                   | Clemency                |             |
| 2021 75. gála          |                                         |                              |                                   |                         |             |
|                        | Joanna Scanlan                          | Mary Hussain                 | Szerelem után                     | After Love              |             |
| Lady Gaga              | Patrizia Reggiani                       | A Gucci-ház                  | House of Gucci                    |                         |             |
| Alana Haim             | Alana Kane                              | Licorice Pizza               | Licorice Pizza                    |                         |             |
| Emilia Jones           | Ruby Rossi                              | CODA                         | CODA                              |                         |             |
| Renate Reinsve         | Julie                                   | A világ legrosszabb embere   | Verdens verste menneske           |                         |             |
| Tessa Thompson         | Irene Redfield                          | A látszat ára                | Passing                           |                         |             |
| 2022 76. gála          |                                         |                              |                                   |                         |             |
|                        | Cate Blanchett                          | Lydia Tár                    | Tár                               | Tár                     |             |
| Ana de Armas           | Marilyn Monroe                          | Szöszi                       | Blonde                            |                         |             |
| Viola Davis            | Nanisca tábornok                        | The Woman King – A harcos    | The Woman King                    |                         |             |
| Danielle Deadwyler     | Mamie Till                              | Till – Igazságot a fiamnak   | Till                              |                         |             |
| Emma Thompson          | Nancy Stokes / Susan Robinson           | Minden jót, Leo Grande       | Good Luck to You, Leo Grande      |                         |             |
| Michelle Yeoh          | Evelyn Quan Wang                        | Minden, mindenhol, mindenkor | Everything Everywhere All at Once |                         |             |
| 2023 77. gála          |                                         |                              |                                   |                         |             |
|                        | Emma Stone                              | Bella Baxter                 | Szegény párák                     | Poor Things             |             |
| Fantasia Barrino       | Celie Harris-Johnson                    | Bíborszín                    | The Color Purple                  |                         |             |
| Sandra Hüller          | Sandra Voyter                           | Egy zuhanás anatómiája       | Anatomie d'une chute              |                         |             |
| Carey Mulligan         | Felicia Montealegre                     | Maestro                      | Maestro                           |                         |             |
| Vivian Oparah          | Yas                                     | Rye Lane                     | Rye Lane                          |                         |             |
| Margot Robbie          | Barbie                                  | Barbie                       | Barbie                            |                         |             |
| 2024 78. gála          |                                         |                              |                                   |                         |             |
|                        | Mikey Madison                           | Anora „Ani” Mikheeva         | Anora                             | Anora                   |             |
| Cynthia Erivo          | Elphaba Thropp                          | Wicked                       | Wicked                            |                         |             |
| Karla Sofía Gascón     | Juan „Manitas” Del Monte / Emilia Pérez | Emilia Pérez                 | Emilia Pérez                      |                         |             |
| Marianne Jean-Baptiste | Pansy Deacon                            | Keserű igazságok             | Hard Truths                       |                         |             |
| Demi Moore             | Elisabeth Sparkle                       | A szer                       | The Substance                     |                         |             |
| Saoirse Ronan          | Rona                                    | Parlagon                     | The Outrun                        |                         |             |

## Statisztika
A legtöbb jelölésnél a csillaggal jelölt évszám azt jelzi, hogy a színésznő a díjat is elnyerte.
| Statisztika                | Név           | Szám szerint | Év                                                                      |
| -------------------------- | ------------- | ------------ | ----------------------------------------------------------------------- |
| Legtöbb díj                | Maggie Smith  | 4            | 1970, 1985, 1987, 1989                                                  |
| Legtöbb jelölés            | Meryl Streep  | 12           | 1980, 1981, 1982*, 1984, 1985, 1987, 2003, 2007, 2009, 2010, 2012, 2014 |
| Legtöbb jelölés díj nélkül | Saoirse Ronan | 4            | 2010, 2016, 2018, 2020, 2025                                            |

## Fordítás
- Ez a szócikk részben vagy egészben  a   BAFTA Award for Best Actress in a Leading Role című angol Wikipédia-szócikk ezen változatának fordításán alapul.  Az eredeti cikk szerkesztőit annak laptörténete sorolja fel. Ez a jelzés csupán a megfogalmazás eredetét és a szerzői jogokat jelzi, nem szolgál a cikkben szereplő információk forrásmegjelöléseként.